# Jonas Hanenberg
Jonas Hanenberg (* 19. Juli 1989 in Singen (Hohentwiel)) ist ein deutscher Volleyballspieler. Er spielte in der ersten Volleyball-Bundesliga und gehörte zum erweiterten Kader der Junioren-Nationalmannschaft. 

## Karriere
Jonas Hanenberg spielte in der Saison 2010/11 in der ersten Volleyball-Bundesliga auf der Mittelblock-Position beim TV Bühl. Hanenberg war im erweiterten Kader der Junioren-Nationalmannschaft. Seine Karriere begann er 2004 beim TV Bietingen, ehe er über den SV Bohlingen zum USC Konstanz wechselte. Mit dem USC Konstanz wurde Hanenberg 2008 Südbadischer Meister in der A Jugend männlich. Nach drei Jahren wurde er zur zweiten Garde des VfB Friedrichshafen, den Volley-Youngstars, geholt. Dort spielte er zwei Jahre, bis er zum TV Bühl wechselte. 2011 zog es Jonas Hanenberg studienbedingt in den Raum Stuttgart, wo er seitdem für den einstigen deutschen Vizemeister SV Fellbach in der Regionalliga ans Netz geht.
Jonas Hanenberg legte 2010 sein Abitur am Graf-Zeppelin-Gymnasium in Friedrichshafen ab und absolvierte anschließend ein Freiwilliges Soziales Jahr beim TV Bühl. Seit dem Wintersemester 2011/12 studiert Jonas Hanenberg Soziale Arbeit an der DHBW in Stuttgart.